# Kaijansalo (ö i Kuhmois)
Kaijansalo är en liten en ö i Finland. Den ligger i sjön Päijänne och i kommunen Kuhmois i den ekonomiska regionen  Jämsä och landskapet Mellersta Finland, i den södra delen av landet, 160 km norr om huvudstaden Helsingfors. Öns area är 7,3 hektar och dess största längd är 0,6 kilometer i nord-sydlig riktning.